# Júnior Urso
Ocimar de Almeida Júnior (Taboão da Serra, São Paulo, Brasil; 10 de marzo de 1989), conocido como Júnior Urso, es un futbolista brasileño. Juega de centrocampista.

## Trayectoria

### Brasil
Júnior comenzó su carrera en el Santo André. En 2010 fue transferido al Ituano. Luego de una buena temporada fichó por el Avaí de la Serie A y fue enviado a préstamo al Paraná Clube. A mitad de la temporada 2011 fue llamado de regreso al Avaí y debutó en la primera división brasileña contra el Grêmio.

### Shandong Luneng
En febrero de 2014, Urso fichó por el Shandong Luneng de la Superliga China.

#### Préstamo al Atlético Mineiro
El centrocampista brasileño fue enviado a préstamo al Atlético Mineiro para la temporada 2016.

### Guangzhou R&F
El 9 de enero de 2017 fue transferido al Guangzhou R&F de la Superliga.

### Corinthians
Regresó a Brasil en 2019, y el 4 de febrero fichó por el Corinthians luego de que su contrato con el club chino terminara. Debutó en su nuevo equipo el 17 de febrero contra São Paulo FC en el Campeonato Paulista 2019. Tres días después anotó su primer gol en Corinthians en la victoria por 4-2 sobre el Avenida en la Copa de Brasil.

### Orlando City
El 6 de enero de 2020, Urso fichó por el Orlando City de la MLS para la temporada 2020. Debutó en la primera fecha en el empate 0-0 ante el Real Salt Lake.

## Estadísticas
Actualizado al último partido disputado el 8 de marzo de 2020.
| Santo André · Brasil | Reg.          | 2010          | -   | -  | -  | - | -  | - | 2  | 0 | 2   | 0  |
| Santo André · Brasil | Total club    | Total club    | 0   | 0  | 0  | 0 | 0  | 0 | 2  | 0 | 2   | 0  |
| Ituano · Brasil | Reg.          | 2011          | -   | -  | -  | - | -  | - | 19 | 0 | 19  | 0  |
| Ituano · Brasil | Total club    | Total club    | 0   | 0  | 0  | 0 | 0  | 0 | 19 | 0 | 19  | 0  |
| Avaí · Brasil | 1.ª           | 2011          | 11  | 0  | -  | - | -  | - | -  | - | 11  | 0  |
| Avaí · Brasil | Total club    | Total club    | 11  | 0  | 0  | 0 | 0  | 0 | 0  | 0 | 11  | 0  |
| Paraná · Brasil | 2.ª           | 2011          | 16  | 2  | -  | - | -  | - | -  | - | 16  | 2  |
| Paraná · Brasil | Total club    | Total club    | 16  | 2  | 0  | 0 | 0  | 0 | 0  | 0 | 16  | 2  |
| Coritiba · Brasil | 1.ª           | 2012          | 24  | 1  | 9  | 0 | 2  | 0 | 16 | 2 | 51  | 3  |
| Coritiba · Brasil | 1.ª           | 2013          | 23  | 1  | 3  | 0 | 2  | 0 | 11 | 0 | 39  | 1  |
| Coritiba · Brasil | Total club    | Total club    | 47  | 2  | 12 | 0 | 4  | 0 | 27 | 2 | 90  | 4  |
| Shandong Luneng China | 1.ª           | 2014          | 30  | 3  | -  | - | -  | - | -  | - | 30  | 3  |
| Shandong Luneng China | 1.ª           | 2015          | 28  | 9  | 1  | 0 | 5  | 2 | -  | - | 34  | 11 |
| Shandong Luneng China | Total club    | Total club    | 58  | 12 | 1  | 0 | 5  | 2 | 0  | 0 | 64  | 14 |
| Atlético Mineiro · Brasil | 1.ª           | 2016          | 24  | 4  | 7  | 0 | 8  | 1 | 10 | 2 | 48  | 7  |
| Atlético Mineiro · Brasil | Total club    | Total club    | 24  | 4  | 7  | 0 | 8  | 1 | 10 | 2 | 48  | 7  |
| Guangzhou R&F China | 1.ª           | 2017          | 18  | 2  | 3  | 0 | -  | - | -  | - | 21  | 2  |
| Guangzhou R&F China | 1.ª           | 2018          | 24  | 4  | 1  | 0 | -  | - | -  | - | 25  | 4  |
| Guangzhou R&F China | Total club    | Total club    | 42  | 6  | 4  | 0 | 0  | 0 | 0  | 0 | 46  | 6  |
| Corinthians · Brasil | 1.ª           | 2019          | 27  | 3  | 5  | 2 | 8  | 1 | 10 | 1 | 48  | 5  |
| Corinthians · Brasil | Total club    | Total club    | 27  | 3  | 5  | 2 | 8  | 1 | 0  | 0 | 48  | 5  |
| Orlando City Estados Unidos | 1.ª           | 2020          | 2   | 0  | -  | - | -  | - | -  | - | 2   | 0  |
| Orlando City Estados Unidos | Total club    | Total club    | 2   | 0  | 0  | 0 | 0  | 0 | 0  | 0 | 2   | 0  |
| Total carrera | Total carrera | Total carrera | 226 | 27 | 31 | 0 | 25 | 4 | 68 | 5 | 350 | 36 |
| (1) Incluye datos de la Copa de Brasil, Copa de China de fútbol y Supercopa de China (2) Incluye datos de la Copa Sudamericana, Copa Libertadores y la Liga de Campeones de la AFC (3) Incluye datos del Campeonato Paulista, el Campeonato Paranaense y el Campeonato Mineiro |               |               |     |    |    |   |    |   |    |   |     |    |

## Palmarés

### Títulos regionales
| Título                | Club        | País      | Año  |
| --------------------- | ----------- | --------- | ---- |
| Campeonato Paranaense | Coritiba    | Paraná    | 2012 |
| Campeonato Paranaense | Coritiba    | Paraná    | 2013 |
| Campeonato Paulista   | Corinthians | São Paulo | 2019 |

### Títulos nacionales
| Título             | Club               | País           | Año  |
| ------------------ | ------------------ | -------------- | ---- |
| Copa de China      | Shandong Luneng    | China          | 2014 |
| Supercopa de China | Shandong Luneng    | China          | 2015 |
| U. S. Open Cup     | Orlando City S. C. | Estados Unidos | 2022 |